# 안젤름 키퍼
안젤름 키퍼 (Anselm Kiefer, 1945년 3월 8일, 독일 도나우에싱겐 ~ )는 독일의 화가이자 조각가이다. 그는 1970년대에 요제프 보이스와 공부했다. 그는 작품에서 짚, 재, 점토, 납, 도료와 같은 재료들을 사용했다. 파울 첼란의 시는 카발라라는 신학적 개념과 함께 키퍼가 독일의 역사와 홀로코스트의 공포라는 키퍼의 주제들을 발전시키는 데 일정한 역할을 했다.
키퍼는 제2차 세계 대전 이후 독일이 낳은 가장 유명하고 가장 성공적이며 가장 논쟁이 된 화가이다. 작품 전체를 통해서 키퍼는 과거사와 논쟁하며 현대사에서 타부시되는 논쟁적인 주제들을 다뤄 왔다. 나치 통치와 연관된 주제들이 특히 그의 작품 세계에 잘 나타난다. 예를 들어 그림 "마르가레테"(캔버스 유채와 짚 사용)는 파울 첼란의 유명한 시 "죽음의 푸가"의 영감을 받았다. 그의 작품의 예술적 가치에 대한 논쟁이 언론 매체에서 수십 년 동안 계속되어 왔다.
그의 그림의 특징은 둔하고 무기력한, 거의 억압적이며 파괴적인 스타일로서, 대형 그림이 많다. 그의 작품 대부분에서 사진이 표면에 사용되는 경향이 현저하며 흙과 기타 무가공 재료들이 종종 혼합되어 왔다. 그의 작품 거의 모든 곳에서 역사적으로 중요한 사람, 전설적 인물 또는 장소들의 서명이나 이름을 찾을 수 있는 것이 특징이다. 이것들은 모두 키퍼가 과거를 형상화시키는 데 사용하는 암호화된 인장들이다. 이것은 종종 그를 신상징주의라고 불리는 사조와 연결시킨다.

## 생애와 작품
1951년 그는 오터스도르프로 이사하여 라슈타트의 문법 학교를 다녔다. 1966년 그는 법학과 로만스어를 전공하던 프라이부르크 대학을 떠나 프라이부르크, 카를스루에, 뒤셀도르프의 미술 대학에서 공부했다. 키퍼는 초기에 안마사로서 나치 경례를 흉내 낸 퍼포먼스를 벌였는데 그는 이를 통해 제3제국의 광적인 외국인 혐오로 독일 문화가 잃어버린 것들을 상기시키고자 했다. 1969년 카를스루에의 갈레리 암 카이저플라츠에서 열린 첫 번째 개인전 "점령"에서 그는 일련의 사진과 함께 논쟁이 된 정치적 행위들을 선보였다.
1970년대에 뒤셀도르프 예술원에서 요제프 보이스의 후견 아래 공부하면서 그의 화풍은 게오르크 바젤리츠와 유사한 것으로 변화했다. 그는 유리, 짚, 나무, 기타 식물재를 사용하여 작업했다. 이러한 재료의 사용은 그의 미술 작업이 일시적이고 덧없는 것임을 뜻하는 것으로 키퍼는 이를 잘 알고 있다. 그의 작품의 허약성은 그가 그림에 사용하는 단단한 재료들과 대조를 이룬다. 이념을 표현하기 위해 익숙한 재료를 사용하는 것은 비계나 융단 펠트천을 사용했던 요제프 보이스의 예술적 실천에 영향을 받은 것이다. 이는 또한 전형적인 신표현주의 스타일이기도 하다.
1970년대에 그는 독일 신화에 몰두했으며 카발라와 대결했다. 그는 유럽 전역과 미국, 중동을 여행했으며 미국과 중동 여행은 그의 작품에 강한 영향을 주었다. 회화뿐 아니라 키퍼는 조각, 수채화, 목판화, 사진, 책에도 손을 댔다.
1980년대에 키퍼의 주제는 문명에서 독일이 한 역할에 초점을 맞추는 것에서 예술과 문화 일반의 운명으로 확장되었다. 그의 작업은 점점 조각에 가까운 것이 되었고 민족적 정체성과 집단 기억뿐 아니라 오컬트, 상징주의, 신학, 신비주의 같은 주제도 다루었다. 이 모든 작업의 주제는 모든 사회에서 경험되는 외상(外傷), 계속되는 생명의 재탄생과 쇄신이다.
1990년 그는 볼프 상을 수상했다. 1999년 일본 예술 연맹은 그의 평생의 업적을 기려 제국 최고상(Praemium Imperiale)을 수여했다. 수상자 선정 이유서에는 다음과 같은 말이 적혀 있다.
안젤름 키퍼의 작품에는 역사에 대한 복합적이고 비판적인 참여가 관통하고 있다. 게오르크 바젤리츠의 조각과 함께 그의 회화는 1980년 베네치아 비엔날레에서 격론을 불러일으켰다. 관람객들은 공공연한 나치의 모티프들이 아이러니한 의도에서 사용된 것인지 실제로 파시스트적인 이념을 담고 있는 것인지 스스로 판단해야 했다. 키퍼는 예술이 외상을 입은 민족과 고통을 당하고 갈라진 세계를 치유할 수 있다는 신념을 가지고 작업해 왔다. 그는 대형 캔버스 위에 리하르트 바그너나 괴테와 같은 인물들을 묘사함으로써 독일의 문화사를 환기하는 서사시적인 회회를 창조했다. 이로써 그는 세계를 제시하는 도구로서의 회화라는 역사적 전통을 지속시키고 있는 것이다. 역사와 현재의 윤리적 문제에 참여한다는 예술의 임무를 이처럼 확고히 천명하고 있는 예술가, 이처럼 인간적 노력을 통해서 죄의식의 해소의 가능성을 표현하고 있는 예술가는 오늘날 몇 되지 않는다.

1992년 그는 프랑스 바르자크에 세운 35 헥타르의 스튜디오를 드나들 수 있는 총체적 예술 작품으로 변화시켰다. 그의 거대한 스튜디오는 많은 면에서 산업화에 대한 논평이 되고 있다. 그는 이곳에 재료와 회화 작업을 위한 유리 건물, 창고, 지하실, 복도로 이루어진 체계를 창조했다.
1995년에서 2001년까지 키퍼는 우주를 묘사하는 일련의 대형화를 시작했다. 그는 또한 조각에 손을 대기 시작했는데, 여전히 납은 그가 선호하는 재재로 남아 있다.
건축업자이자 예술 애호가인 한스 그로테는 2007년 베를린 쿠어퓌어스텐담 근처에 짓고 있는 안젤름 키퍼 미술관에서 키퍼의 작품 30~50점을 전시할 예정이다.